# Projet ferroviaire de l'ouest lyonnais
Le Projet Ferroviaire de l'Ouest Lyonnais est un grand projet ferroviaire mené dans une grande partie de la région Rhône-Alpes depuis 2007. Le projet est mené en partenariat avec la région Rhône-Alpes, l'État, le département du Rhône, le Grand Lyon, le SYTRAL, le Réseau ferré de France, la SNCF, les communes et intercommunalités (CCPA, CCBVA, CCVG, Communes de Brignais, Chaponost et Lissieu).

## Les objectifs
Le PFOL vise à améliorer les déplacements en Rhône-Alpes vers Lyon, proposer une alternative crédible à l’utilisation de la voiture, renforcer l’attractivité des communes desservies. Pour cela le PFOL veut créer deux nouvelles gares, rénover 20 gares existantes et moderniser les infrastructures afin d'accueillir plus de train, de créer des tram-trains pour des raisons écologiques et pratiques (aptitude à circuler sur les réseaux tramway).

## Projet tram-train
Des trams-trains relieront Lyon à l'Ouest lyonnais. Ils prendront naissance avec un matériel Alstom (Marché signé le 11 mai 2007).
Les trams-trains seront dotés de 250 à 260 places au total, dont 100 places assises par rame, d'émetteurs Wi-Fi, d'un système d’information voyageurs, de climatisation. Les arrêts s'effectueront à la demande. Les premières destinations mises en place seront Sain-Bel et Brignais.

## Accessibilité des gares
D'ici à 2012, les places de stationnement se verront doublées, les accès en transport
en commun renforcés et les accès piétons et vélos améliorés.